# Якимов, Владимир Николаевич
Владимир Николаевич Якимов (6 июня 1911, Углич, Ярославская губерния — 28 января 1989, Уфа) — первый секретарь Ишимбайского городского комитета ВКП(б)—КПСС (1948—1954), Салаватского горкома партии (1954—1959), председатель КНКБ БАССР, секретарь обкома КПСС, член президиума Совета министров БАССР, депутат Верховного Совета БАССР 2, 5 — 10 созывов. Участник Великой Отечественной войны.

## Биография
Родился 6 июня 1911 года в Угличе. Дед Макар по материнской линии участвовал в Русско-турецкой войне. Мать, Татьяна Макаровна Муравьёва (1890—1950), домработница. Отец, Николай Александрович Якимов (1885—1955), рабочий, скончался в г. Салавате. В семье было двое сыновей.
Учился в школе младших командиров пограничных войск, Стерлитамакском педагогическом институте (заочно, специальность — историк), ВПШ при ЦК КПСС.
В годы ВОВ служил в Красной армии. Участвовал в боях на Курском и Новгородском направлениях. Получил 4 ранения. Демобилизован в 1946 году по состоянию здоровья.
Место работы: Ленинградский Кировский завод (до 1941 г.), с 1929 по 1932 год — работа рыболовом, лесорубом, пред. профсоюза, зам. директора леспромхоза, редактор газеты «Тревога» на Северном Сахалине (пос. Хоэ), секретарь райкома комсомола на Сахалине (1932—1939 гг.), секретарь партии нефтепромысла в БАССР, член бюро башкирского обкома партии, первый секретарь Ишимбайского городского комитета ВКП(б) (КРСС) (1948—1954), с 1954 по 1959 год — Салаватского горкома партии (1954—1959), председатель КНКБ БАССР, секретарь обкома КПСС, член президиума Совета министров БАССР.
Депутат Верховного Совета БАССР 2, 5, 6, 7, 8, 9, 10 созывов.
Женат с 1939 года Мария Григорьевна, сын Валерий, дочь Людмила, внуки Владимир, Олег, Андрей. На пенсии с 1984 года.
Скончался 28 января 1989 года в Уфе. Похоронен на Южном кладбище.

## Награды и звания
Награждён пятью орденами Трудового Красного знамени, боевыми наградами.
Ордена Боевого Красного знамени, Отечественной войны 1 степени, Красной Звезды.

## Деятельность на посту главы администрации Салавата
Во время работы Якимова в Салавате продолжалось массовое жилищное строительство, строился комбинат № 18, объекты соцкультбыта.

## Память
В Салаватском краеведческом музее в июле 2013 года проводилась выставка фотографий и документов, вечер памяти, посвященный жизни и деятельности Якимова.